# 愛知県立中川青和高等学校
愛知県立中川青和高等学校（あいちけんりつ なかがわせいわこうとうがっこう）は、愛知県名古屋市中川区野田に所在する公立の商業高等学校。1963年（昭和38年）開校。
2023年（令和5年）3月までの名称は愛知県立中川商業高等学校（あいちけんりつなかがわしょうぎょうこうとうがっこう）。

## 沿革
- 1963年（昭和38年）4月1日 - 愛知県立中川商業高等学校として開校。
- 2023年（令和5年）4月 - 愛知県立中川青和高等学校に改称[WEB 2]。愛知県初となる全日制単位制商業科。従来の「総合ビジネス科」「情報処理科」「国際ビジネス科」の3学科体制から「キャリアビジネス科」単科に改組される[WEB 1]。制服を廃止したうえでドレスコードを制定し、スーツを着用して学校生活を送ることになっている[新聞 1]。

## 設置学科
2022年度以前
- 情報処理科 - 2学級
- 国際ビジネス科 - 2学級
- 総合ビジネス科 - 2学級

2023年度以降
- キャリアビジネス科 - 6学級

## 学校行事
- 4月：入学式、始業式
- 5月：特になし
- 6月：合唱祭
- 7月：終業式
- 8月：出校日
- 9月：始業式、体育祭、文化祭
- 10月：修学旅行（2年総合ビジネス科・情報処理科国内、国際ビジネス科海外）、遠足
- 11月：芸術鑑賞会
- 12月：終業式
- 1月：始業式
- 2月：予餞会
- 3月：卒業式

## 部活動

### 運動部（体育会系）
- バスケットボール
- サッカー
- バレーボール
- ハンドボール
- バドミントン
- 陸上競技
- ソフトボール
- テニス
- ソフトテニス
- 卓球

### 文化部（文化会系）
- 図書文芸
- 映画研究
- フォークソング
- 美術
- コンピュータ
- インターネット
- 英会話
- 調理
- 写真
- 漫画研究
- 購買
- 珠算
- 簿記
- 演劇
- ワープロ
- 茶道華道
- 青少年赤十字（JRC）
- 産業調査同好会
- 服飾デザイン同好会

## 校歌
- 愛知県立中川商業高等学校　校歌（作詞 早川甚三・作曲 水谷昌平）[WEB 1]

## 交通
- 名古屋市営地下鉄東山線・JR関西本線 八田駅もしくは近鉄名古屋線 近鉄八田駅から徒歩で約18分。
- 名古屋市営地下鉄東山線 高畑駅から名古屋市営バス金山22号系統「戸田」行きで「中川青和高校」バス停下車、徒歩ですぐ。
- 名古屋市営地下鉄東山線 高畑駅から名古屋市営バス金山22号系統「戸田」行き、もしくは高畑15号系統「南陽交通広場」行き（八田駅からも利用可）で「寺腰」バス停下車、徒歩で約3分。
- 近鉄名古屋線 伏屋駅から名古屋市営バス金山22号系統「金山」・「地下鉄高畑」行きで「寺腰」バス停下車、徒歩で約3分。

### WEB
1. 1 2 3  “学校概要”.   愛知県立中川商業高等学校. 2022年11月17日閲覧。
2. 1 2 3 4  “2023年度 県立高等学校の統合・学科改編に伴う校名変更について”.   愛知県. 2023年3月27日閲覧。

### 新聞
1. ↑  「スーツ通学でマナー体得　名古屋の中川商高が制服撤廃へ、全日制県立高で初」『中日新聞』中日新聞社、2022年8月24日。2022年11月17日閲覧。